# Euatel
Die Euatel ist ein Patrouillenboot der palauischen Division of Marine Law Enforcement. Das Schiff wurde von der japanischen Nippon Foundation und der Sasakawa Peace Foundation dem Staat Palau geschenkt. Es ist das dritte Boot dieser Klasse, dass im Rahmen eines Förderprogrammes übergeben wurde, und wurde am 25. April 2017 ausgeliefert.
Die Schwesterschiffe sind Kabekl M’tal (2015) und Bul (2012). Die Schiffe sollen vor allem als Fischereischutzboot eingesetzt werden.
Der Name bedeutet „Schutzmauer“.